# Mackenzie Barry
Mackenzie Dale Barry (Nueva Plymouth, Nueva Zelanda; 11 de abril de 2001) es una futbolista neozelandeza. Juega de defensa y su equipo actual es el Wellington Phoenix de la A-League Women. Es internacional absoluta por la selección de Nueva Zelanda desde 2022.

## Trayectoria
Barry comenzó su carrera en el Wellington Phoenix en la temporada inaugural de la A-League Women en 2021.

## Selección nacional
A nivel juvenil, Barry disputó la Copa Mundial Femenina de Fútbol Sub-17 de 2018 y clasificó a la suspendida Copa Mundial Femenina de Fútbol Sub-20 de 2021.
Debutó con la por la selección de Nueva Zelanda el 19 de octubre de 2022 ante Japón.

## Clubes
| Club               | País      | Año           |
| ------------------ | --------- | ------------- |
| Wellington Phoenix | Australia | 2021-presente |